# Kluky (Mladá Boleslav-i járás)
Kluky település Csehországban, a Mladá Boleslav-i járásban. Kluky Boreč, Katusice, Skalsko, Sudoměř és Vrátno településekkel határos. Lakosainak száma 70 fő (2024. január 1.).

## Népesség
A település lakosságának változását az alábbi diagram mutatja:
| Lakosok száma | 288  | 280  | 286  | 183  | 91   | 57   | 72   | 76   | 74   | 70   |
|               | 1869 | 1890 | 1921 | 1950 | 1980 | 2001 | 2017 | 2019 | 2022 | 2024 |